# 大角咀

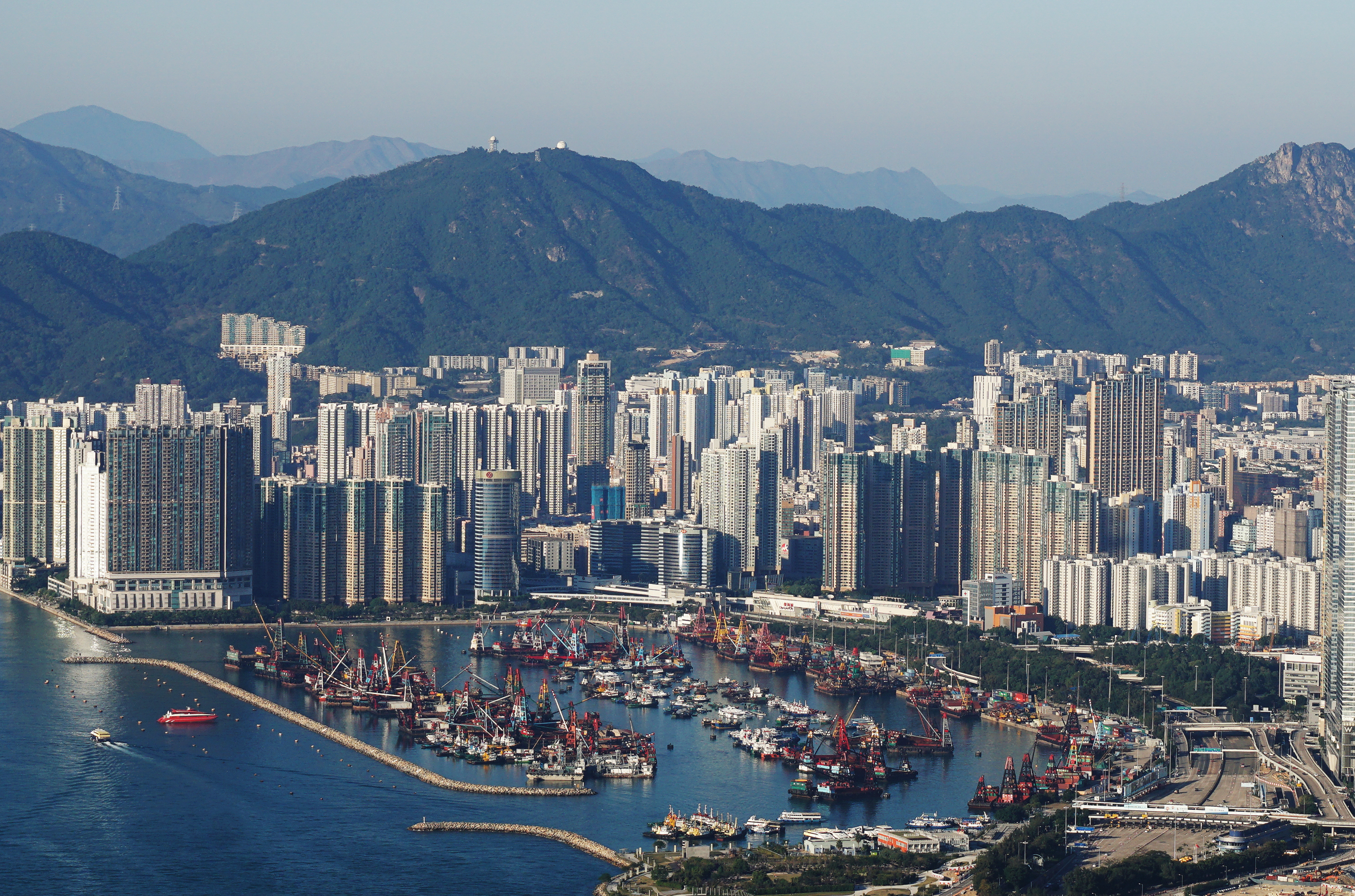
大角咀全貌

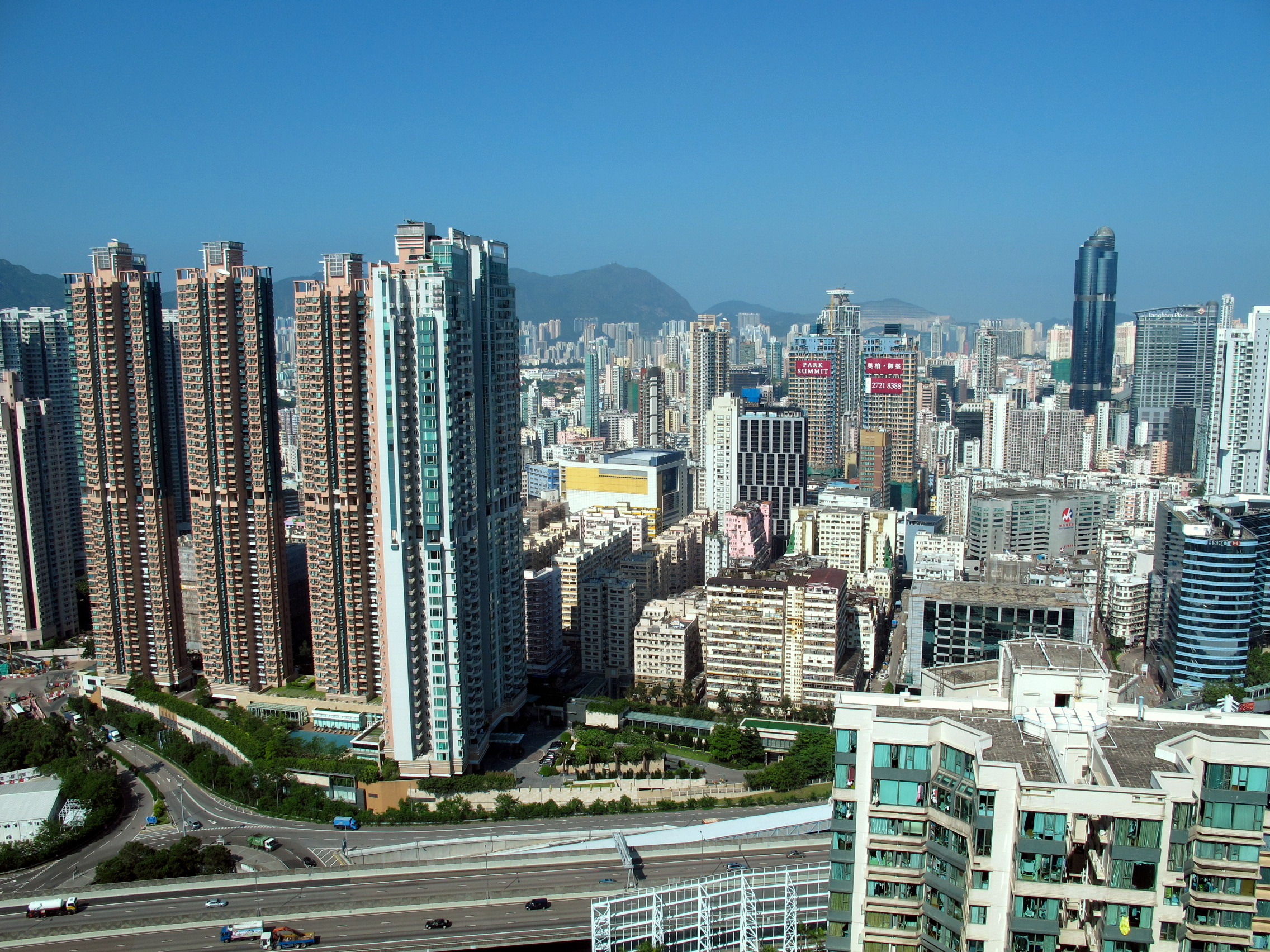
大角咀（2012年）

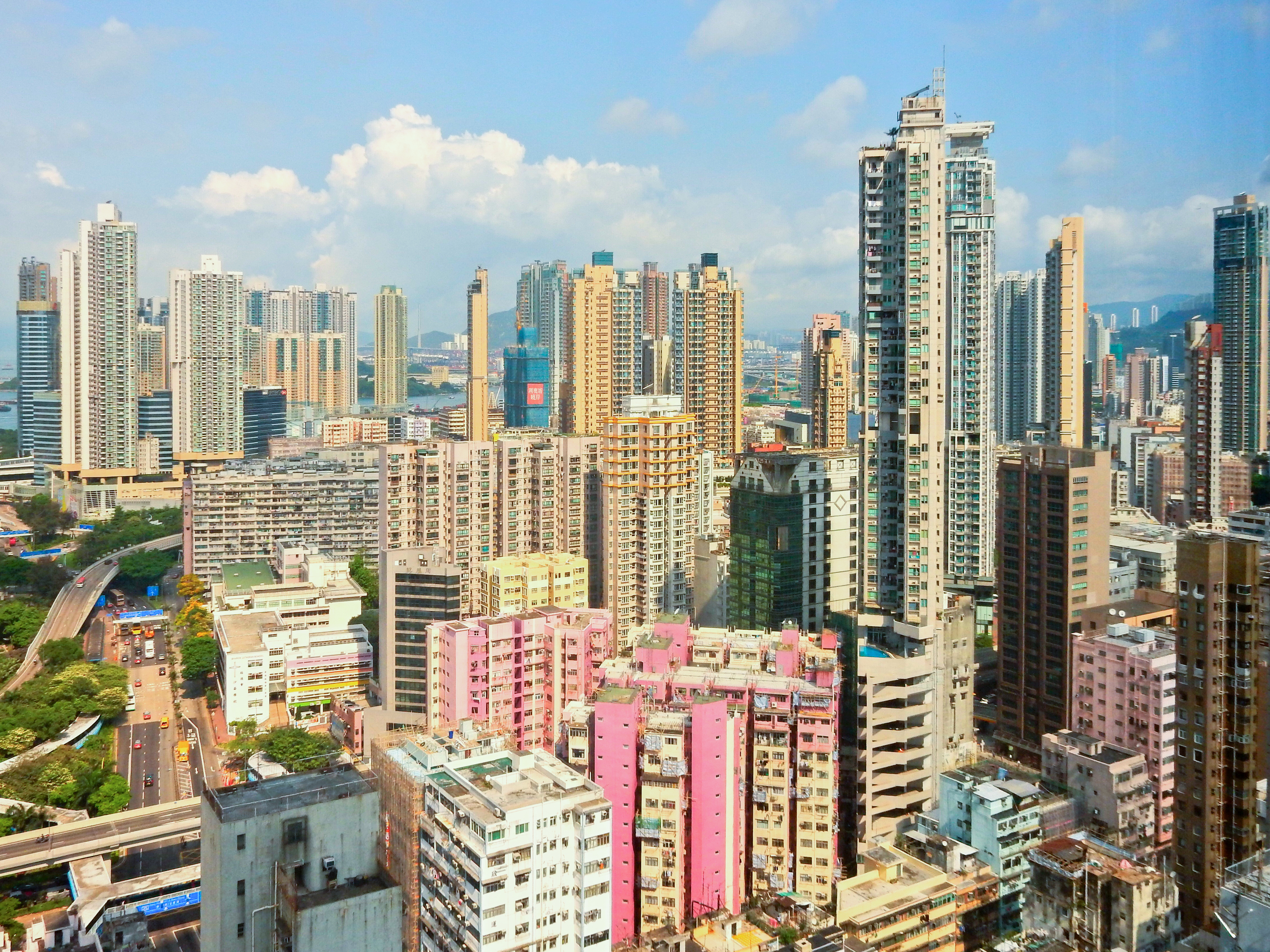
從香港康得思酒店望向大角咀（2016年）

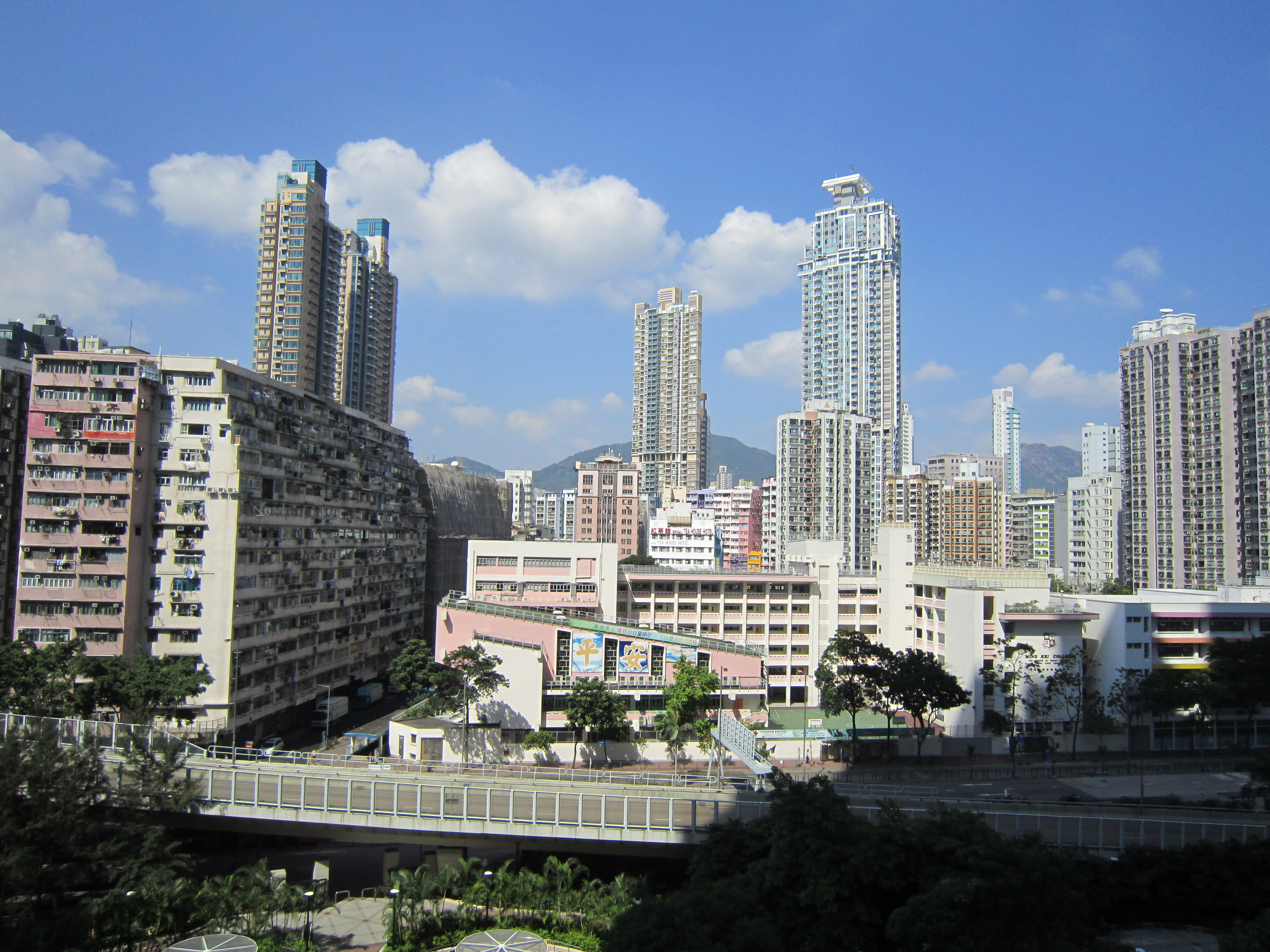
大角咀的舊樓宇

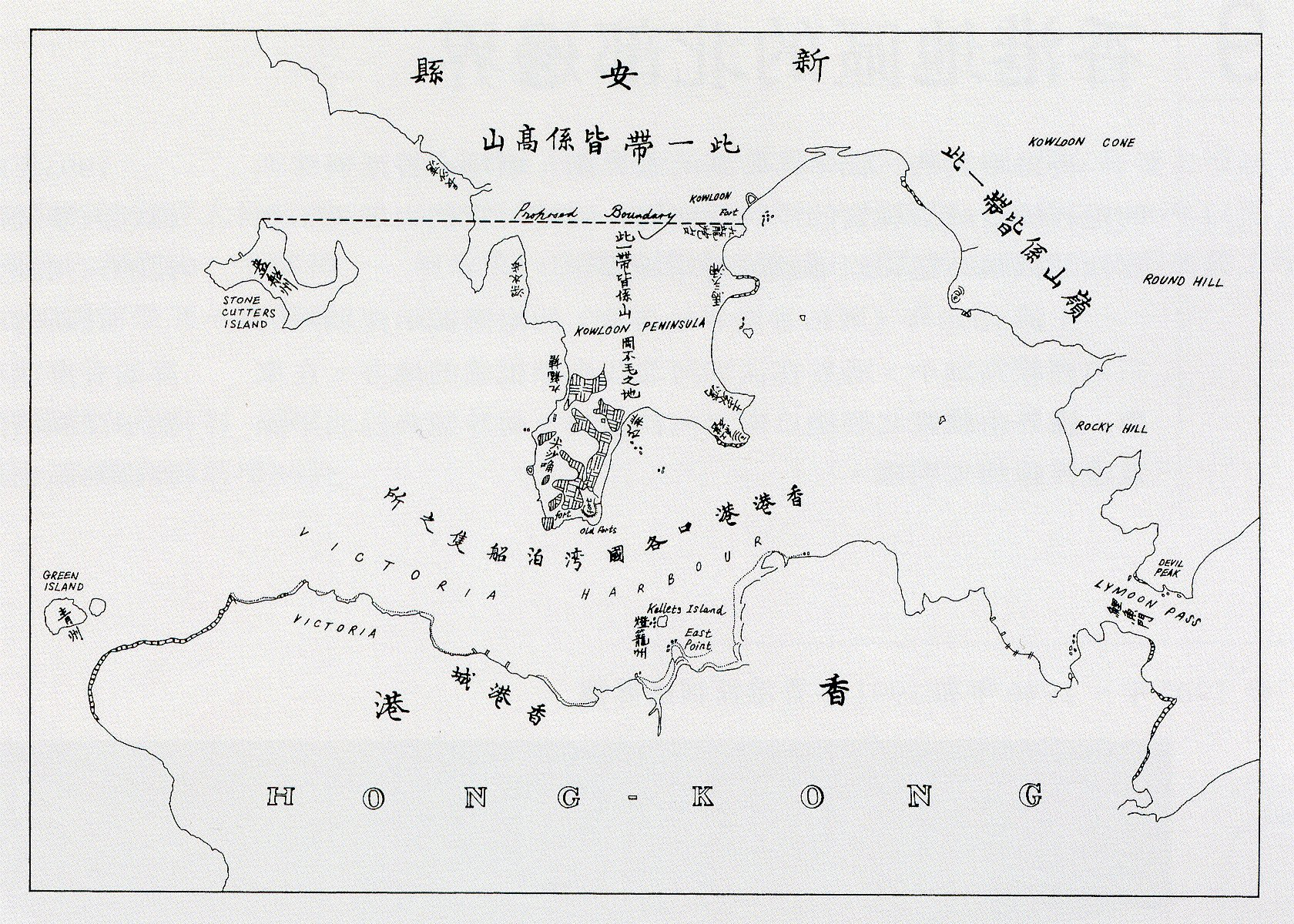
《北京條約》中國割讓予英國的九龍半島，界限街左方以南突出之山咀就是大角咀

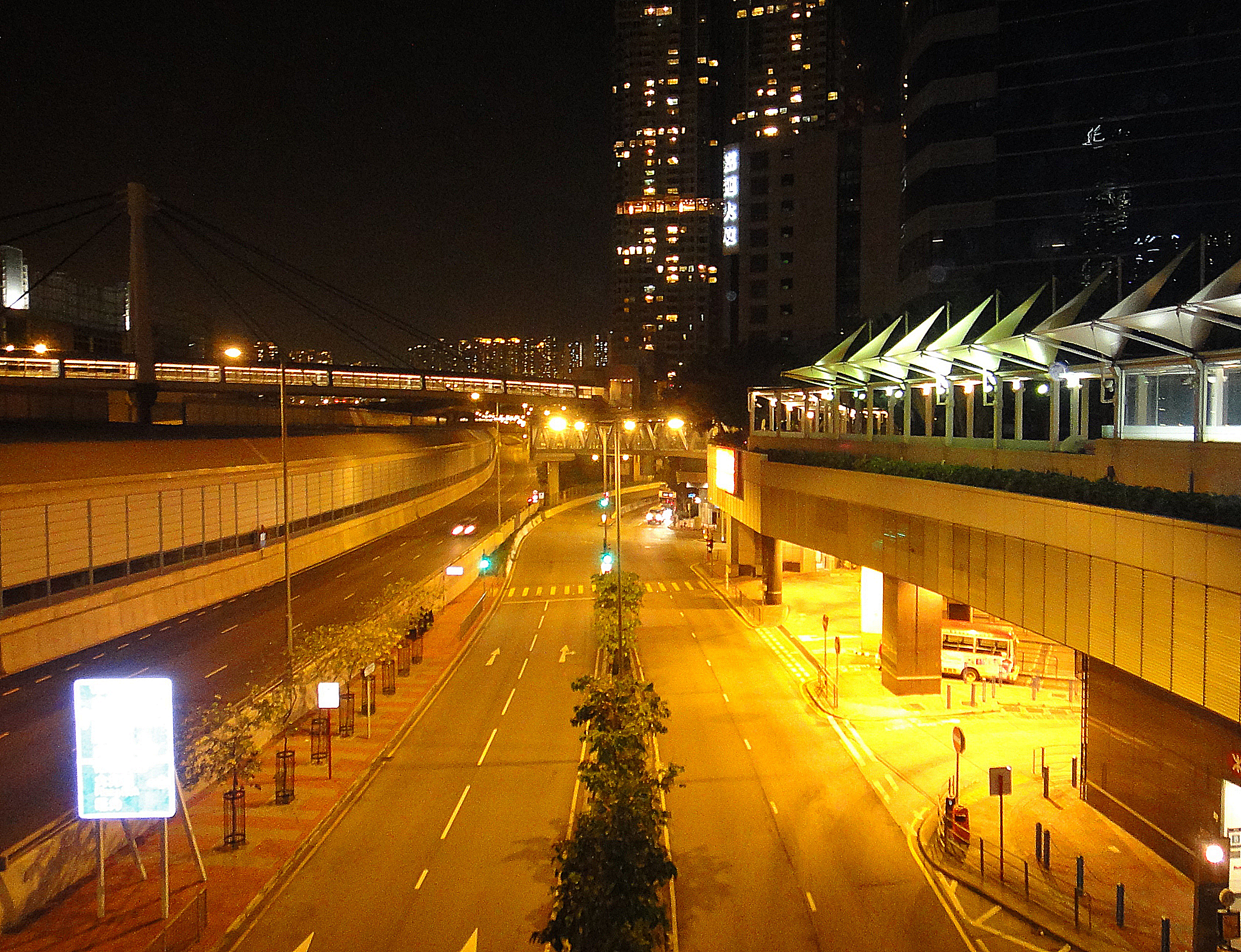
晚上的大角咀

大角咀（英語：Tai Kok Tsui，亦作大角嘴）是香港的一個地方，位於九龍旺角以西，當中以塘尾道與旺角分隔。在香港區議會分區中隸屬油尖旺區，與深水埗區大致以界限街和聚魚道為界，與旺角區一樣，是貫通連接新界東西和港島的樞紐。

## 歷史
清代嘉慶二十四年（西元一八一九年 ）刊行的《 新安縣誌》當中的官富司管屬村莊名單沒有大角嘴的任何記載，不過就有芒角村（今天旺角通菜街，西洋菜街），深水莆（今天深水埗），長沙灣的記錄。
大角咀原是九龍半島西部的一個海岬（大約為現時黃竹街及楓樹街一帶）向南伸出，開發為市區前有塘尾村及福全鄉等村落。1928年政府開發大角咀，原有村落拆卸，大角咀洪聖廟也遷往福全街現址。當時的大角咀發展為工業區，區內設有船塢及五金工場等。
1950年代開始，大角咀成為一個工業及住宅混合的區域，1970年代大同船塢重建成為大同新邨，但隨著1980年代人口老化及工業北移，不少工廠都已遷出，可是區內仍然保留不少車房和五金工程等輕工業。1990年代的香港新機場計劃為大角咀帶來生機，其中西九龍填海為大角咀帶來大幅土地，以方便舊區重建。而區內不少舊樓卻未拆卸，而新填海區現時因鄰近港鐵奧運站，而舊區則鄰近港鐵東鐵綫、觀塘綫和荃灣綫車站，亦有被稱為「奧運」的新區，包括臨海維港灣、凱帆軒、浪澄灣、一號銀海、瓏璽。市區重建局已經落實多個重建項目，包括海桃灣、亮賢居、i-home、形品·星寓及奧柏·御峯等，為大角咀帶來新的面貌。

## 社區報
大角咀香港社區報為《角醒》（英語：TKTawakening），由大角咀街坊在2020年9月發起，雙月發行。指在分享區內大小事。主要媒體為派發實體報、Facebook、Instagram、Matter。
主要派發地方：大角咀道麥當勞、港灣豪庭Pizza Hut、埃華街那個對面天橋底、晏架街公園-棕樹街交界、海富苑。
〈創刊號〉在2020年12月4日派發，主題為「旺角超級天橋」（旺角行人天橋系統）。

## 特色

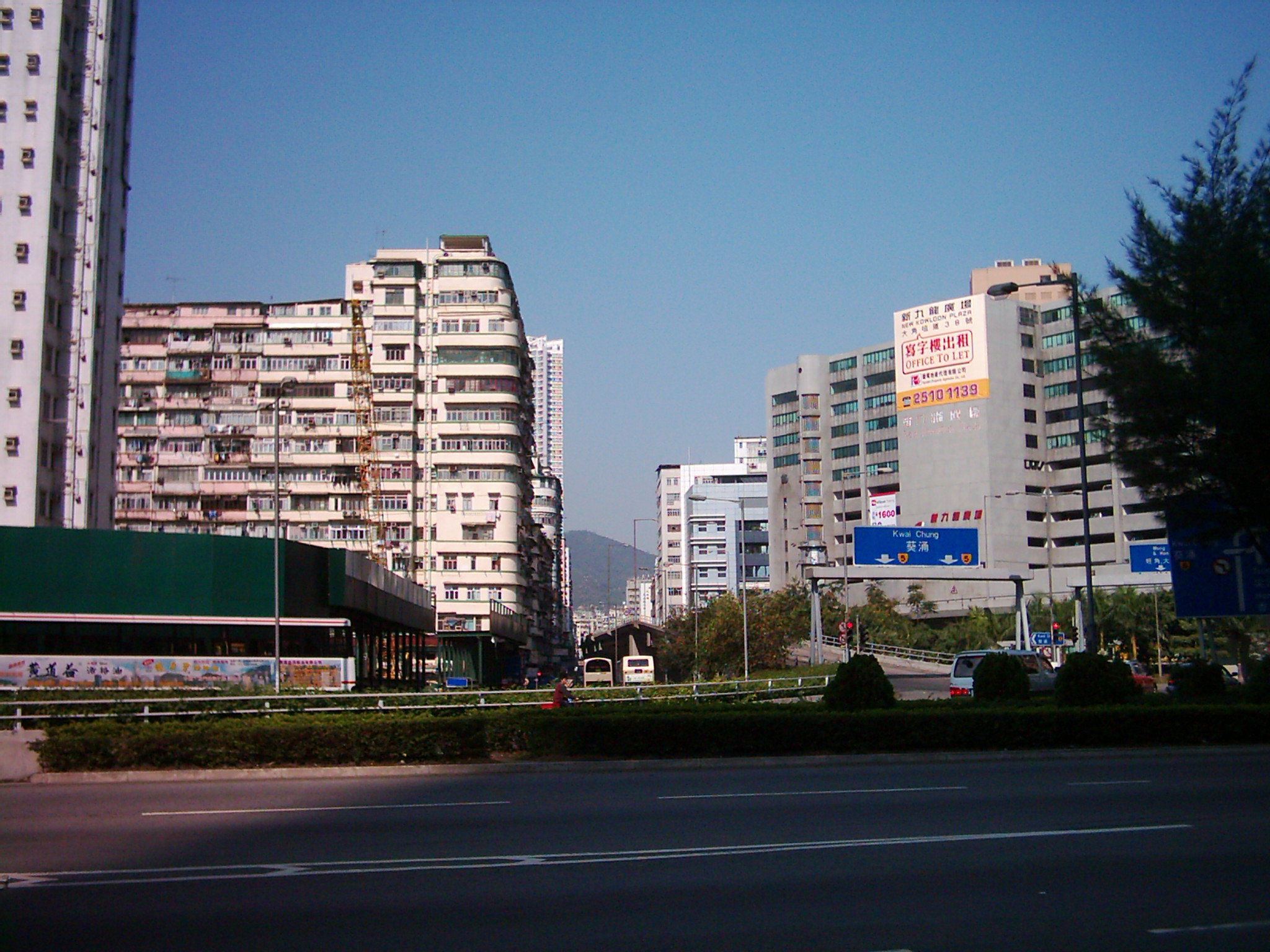
大角咀大角咀道（直）、櫻桃街（橫）和西九龍走廊西（行車天橋）

2000年以來奧運站附近不少商業大廈（滙豐中心和中銀中心）入伙之後，區內食肆因應流動人口增加而越來越多。另一方面隨著近年附近填海區大型屋苑（包括維港灣、浪澄灣、瓏璽、凱帆軒、君匯港和一號銀海）、市區重建局多個重建項目（包括海桃灣、I-home、亮賢居、形品·星寓、奧柏·御峯、傲寓等）及恆基兆業旗下利奧坊系列重建項目（如利奧坊·曉岸）陸續落成入伙，更多年青中產階層遷入區內。大角咀逐漸轉變，由一個「舊社區」變為一個夾雜「舊區文化」（例如舊式大牌檔）和「中產品味」（例如酒吧和中高檔餐廳）的特色社區，在同一條街道的不遠處，中高檔餐廳和舊式大牌檔並存，是現時大角咀區的特色。另一個轉變是區內輕工業有逐漸式微之餘，居民遷入導致舖位租金上升，區內的船舶用品公司和五金鋪開始另覓地方經營，而原有之鋪位多被改為食肆之用。
經過多年努力，大角咀居民成功爭取於區內興建市政大廈，而大角咀市政大廈於2005年12月1日正式啟用。這也標誌著大角咀臨時街市（建於1988年）、大角咀臨時熟食小販市場（建於1978年）、界限街街市（建於1946年）及大角咀公共圖書館（鐵樹街舊址）在2005年11月30日正式關閉，並全部遷往大角咀市政大廈並改作其他用途，大廈內更加設游泳池和體育館。

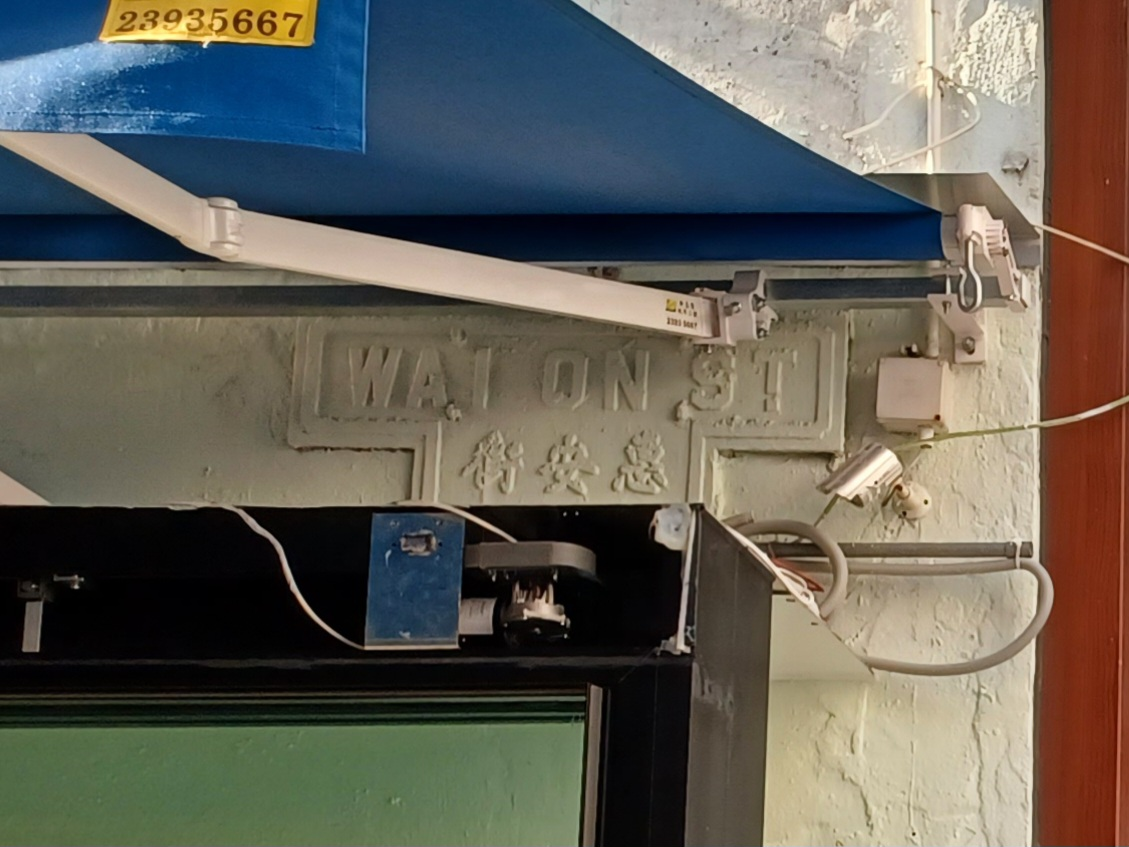
惠安街凹角T型街牌

大角咀的大角咀道、福澤街、深旺道、惠安街內的範圍 （包括大同新邨及利奧坊系列，但傲寓除外），屬於「九龍海旁地段28」地段，土地租借期長達999年，直至2870年才到期。

## 重建

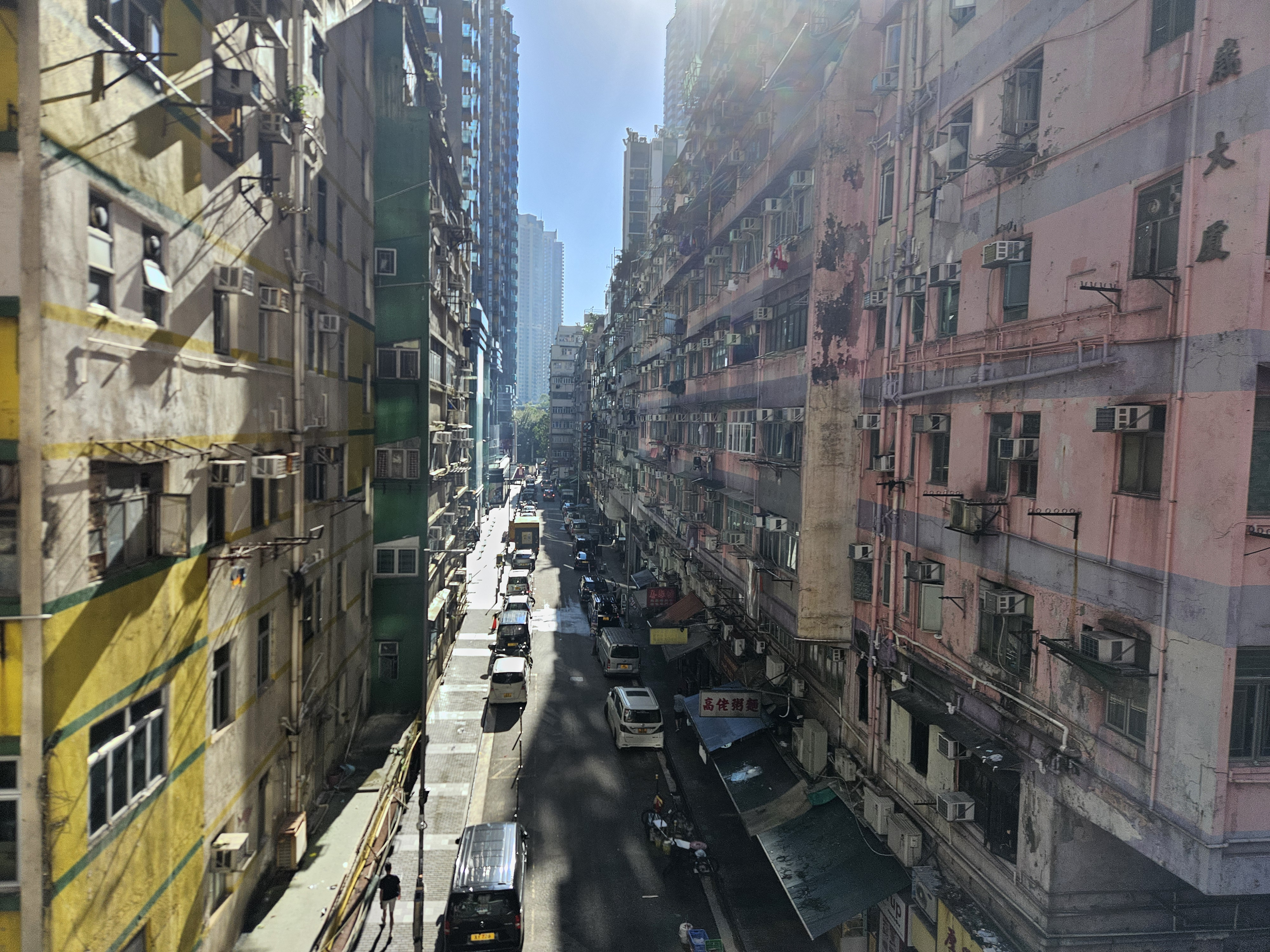
利得街

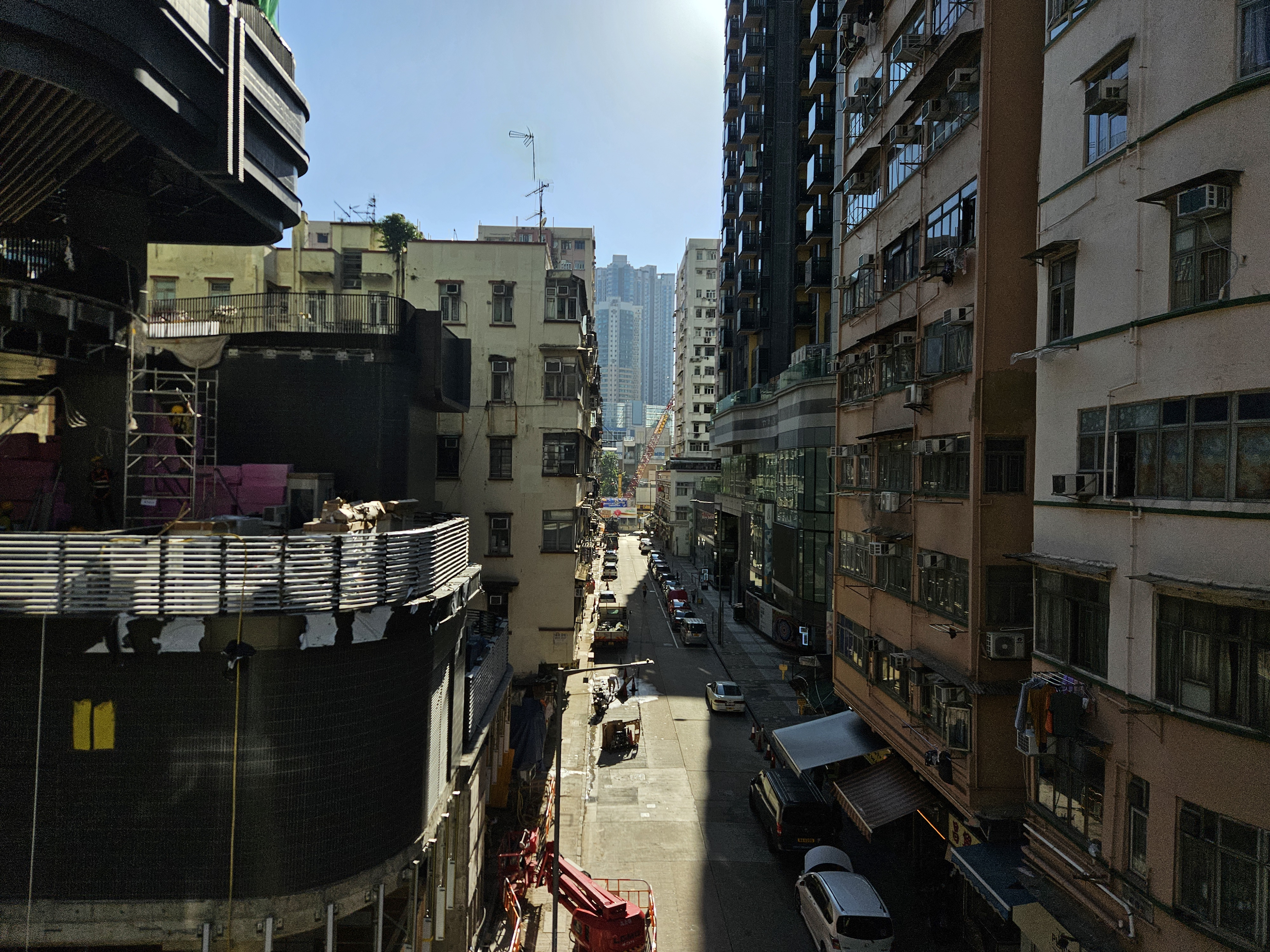
嘉善街

啟德機場於1998年關閉，當局放寬九龍區的建築物高度限制，加上大角咀鄰近港鐵奧運站及西九龍等新興的住宅及商業區，區內舊樓因而成為私人發展商及市區重建局的重建目標。隨着樓價不斷上升，收購呎價亦水漲船高，2018年11月26日，市區重建局建議以實用面積呎價18,023元，向橡樹街／埃華街發展項目的物業業主提出收購，成為當時九龍區重建項目最貴收購價紀錄。隨着多個分佈在角祥街、利得街、嘉善街、大角咀道、萬安街及埃華街等項目陸續重建，提供近2,300伙單位，使大角咀由傳統舊區轉型為新興中產社區。另一方面，大角咀晏架街及福全街交界的酒店重建項目，更是市建局歷來首個酒店發展項目，位近港鐵旺角站及奧運站，總樓面逾70,000平方呎，現已重建為富薈旺角酒店。
此外區內傳統工業大廈同樣成為私人財團的收購目標，重建為新型工廈及進行拆售，包括已落成的The Bedford、SOLO、宏創方及WALLNUT 9以及大角咀必發道100至114號的大型甲級商廈重建項目等，部分私人財團更將原屬「工業」用途的地盤，改劃為住宅用途，如位於角祥街的大志工廠大廈將作為利奧坊系列其中一期住宅項目，將全區加快轉型。唯油尖旺區娛樂場所聚集，流動人口眾多，加上歷史因素，治安和衛生情況一直較複雜。

## 大型屋苑 / 住宅
| - I-home：洋松街38號（38 Larch Street） - 麗華大廈（Lever Building）洋松街33號（33 Larch Street） - 麗華閣（Mayfair Mansion）槐樹街6號（6 Ash Street） - 大同新邨 - 富多來新邨 - 頌賢花園 - 奧柏·御峯 - 奧朗·御峯 - 尚璽 - 瓏璽 - 維港灣 - 浪澄灣 - 新港豪庭 - 形品·星寓 - 奧城·西岸 - 利奧坊·凱岸 - 利奧坊·曉岸 - 利奧坊·曦岸 - 海富苑 - 凱帆軒 - 柏景灣 - 帝柏海灣 - 海桃灣 - 一號銀海 - 帝峯 · 皇殿 - 君匯港 - 港灣豪庭 - 富榮花園 - 亮賢居 - 柏豐28 - 傲寓 (8 Fuk Chak Street) - 利·晴灣23 |

## 商場
- 麗華商場（Lever Building Shopping Arcade）洋松街33號（33 Larch Street）
- 麗華中心（Mayfair Centre）槐樹街6號（6 Ash Street）
- 奧海城
- 港灣豪庭廣場
- 海富商場
- 利奧坊
- 奧柏·御峯商場
- 新九龍廣場
- 富多來商場
- 大成商場
- 福群商場

## 政府及公共設施
- 大角咀市政大廈
- 旺角消防局（塘尾道181號與太子道西交界）
- 消防處旺角辦公大樓（大角咀道42號與晏架街交界）
  - 旺角救護站
- 大角咀郵政局
- 九龍殯儀館
- 國安公署大樓（海帆道：待建）

## 休憩
- 詩歌舞遊樂場
- 晏架街遊樂場
- 奧海公園
- 櫻桃街公園
- 樂群街公園
- 奧海城海濱公園
- 海輝道海濱花園
- 聚魚道休憩花園
- 詩歌舞街休憩花園
- 埃華街休憩花園

## 酒店
- 九龍珀麗酒店 （页面存档备份，存于）
- 香港旺角帝盛酒店 （页面存档备份，存于）
- 城滙奧運酒店
- 富薈旺角酒店 （页面存档备份，存于）
- 香港遨凱酒店 （页面存档备份，存于）

## 學校

### 幼稚園
- 太陽島幼稚園（港灣豪庭分校）
- 大同新邨聖德肋撒幼稚園 （页面存档备份，存于）
- 保良局呂錦泰幼稚園 （页面存档备份，存于）
- 深培中英文幼稚園
- 深水埗德善幼稚園 （页面存档备份，存于）

已結束
- 聖嘉華幼稚園（於2010年結業）

### 小學
- 大角嘴天主教小學
- 大角嘴天主教小學 (海帆道)
- 中華基督教會基全小學
- 路德會沙崙學校
- 鮮魚行學校
- 保良局陳守仁小學

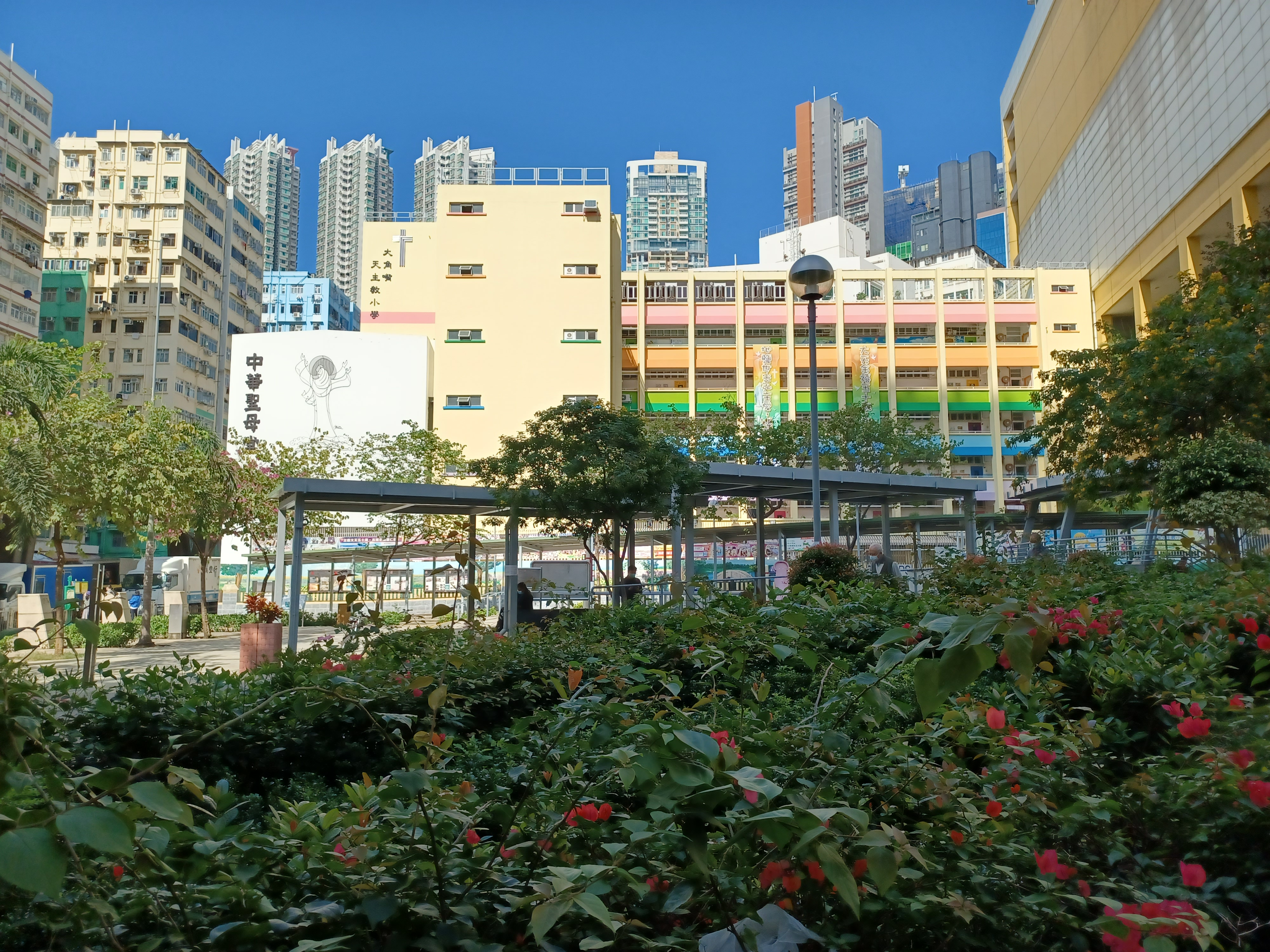
大角嘴天主教小學校舍
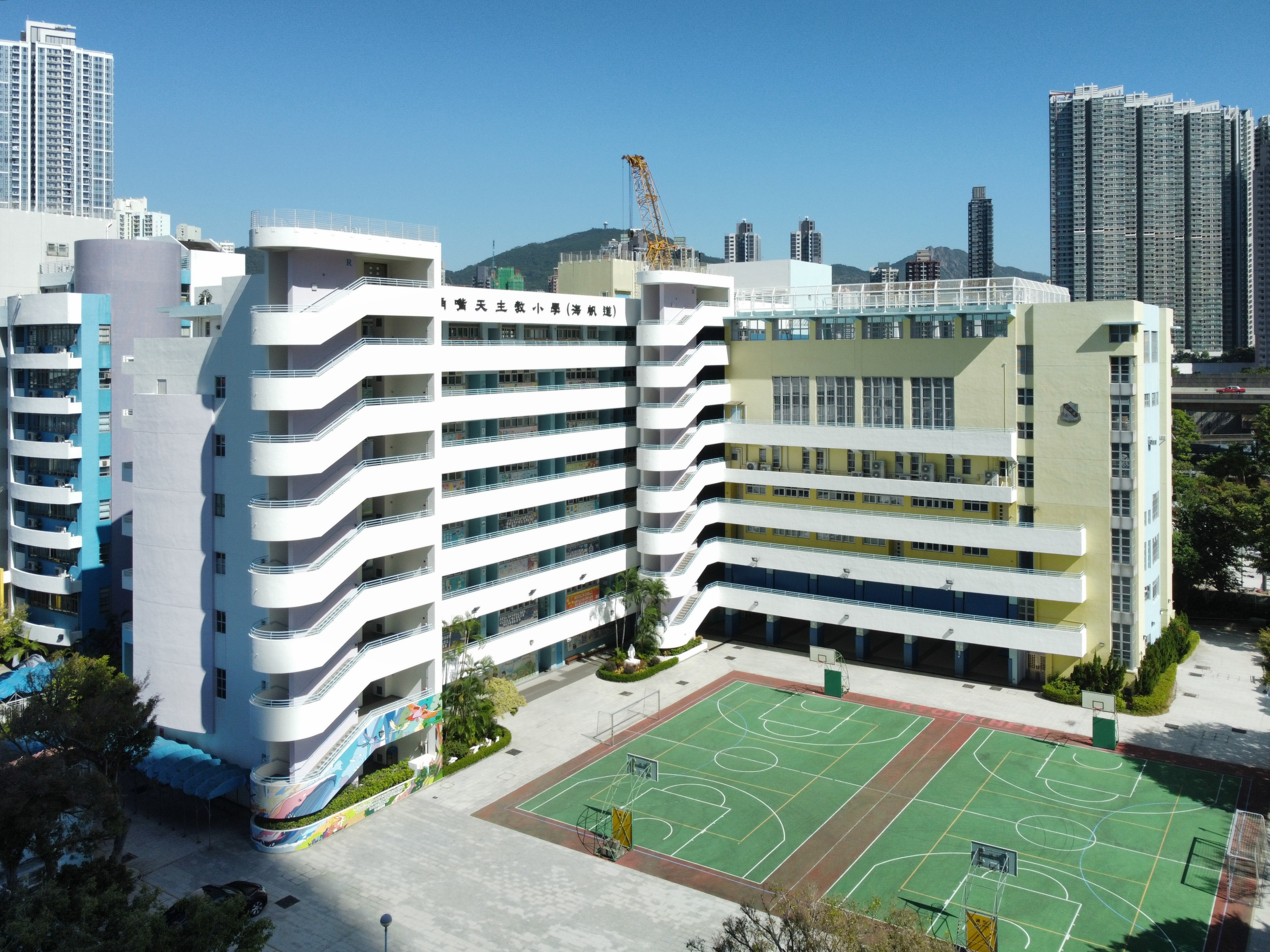
大角嘴天主教小學 (海帆道)
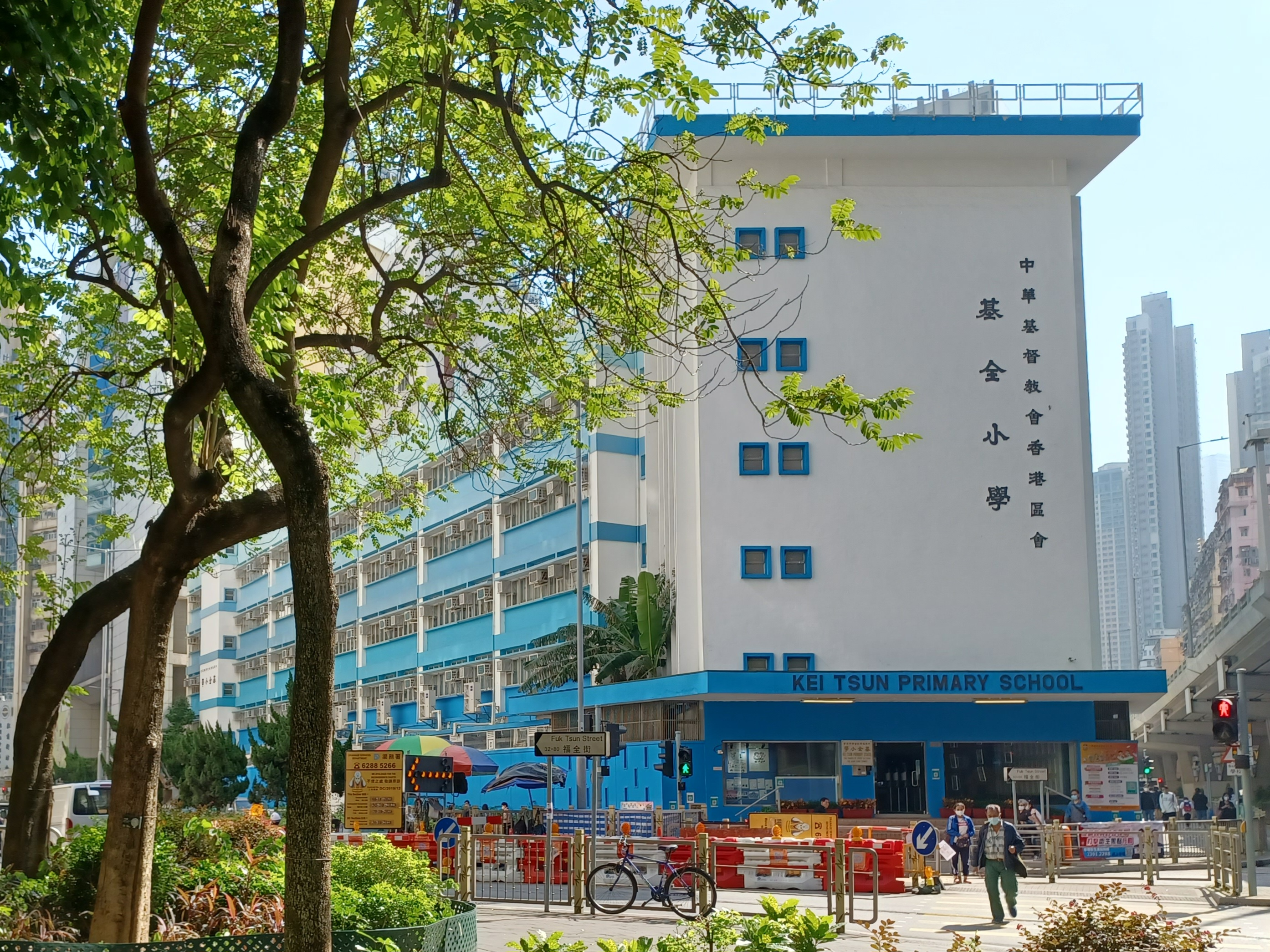
中華基督教會基全小學
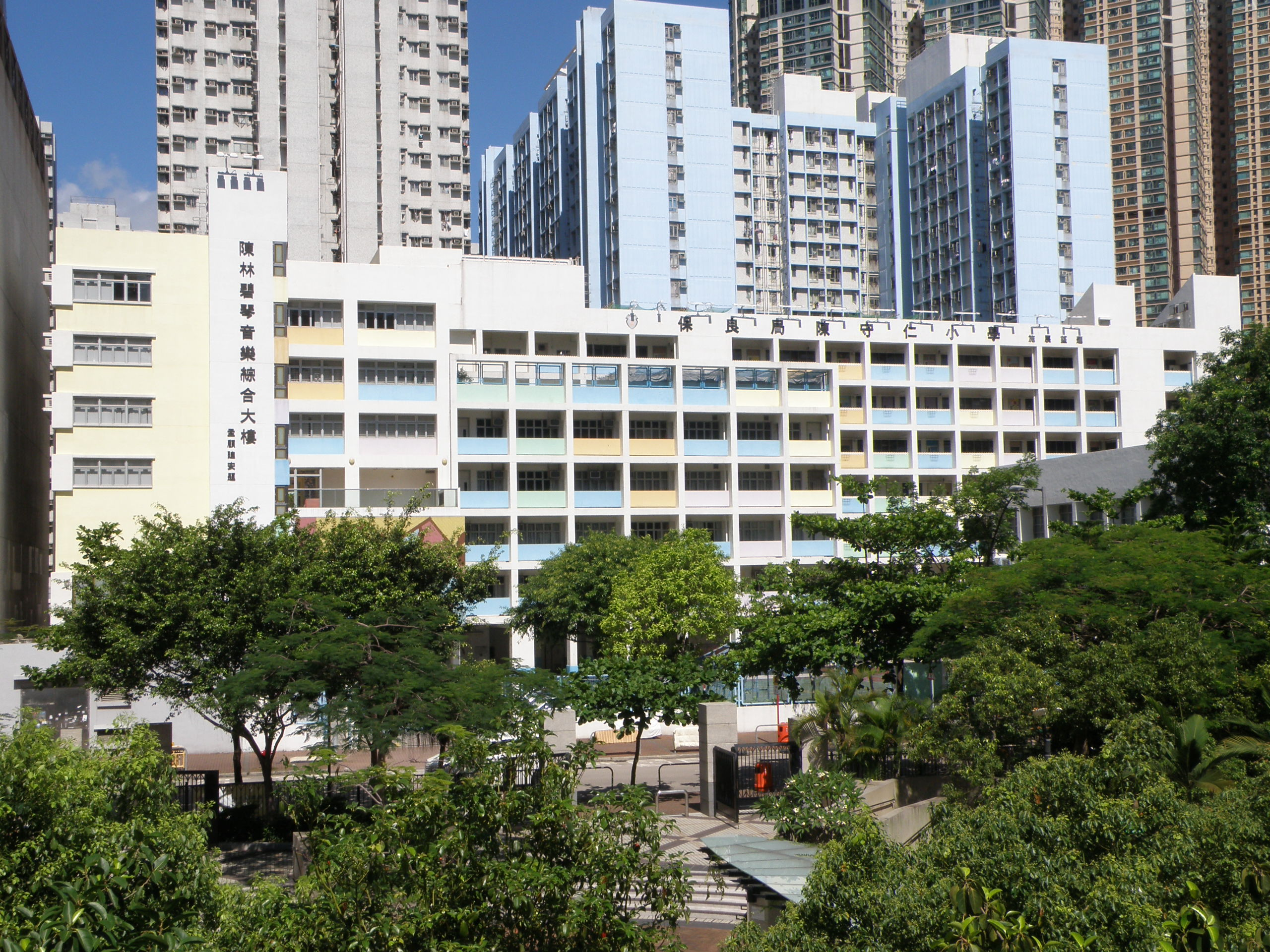
保良局陳守仁小學校舍

### 中學
- 官立嘉道理爵士中學（西九龍）
- 聖芳濟書院
- 中華基督教會銘基書院
- 世界龍岡學校劉皇發中學
- 保良局莊啟程預科書院
- 九龍三育中學（高中部）
- 香港管理專業協會李國寶中學

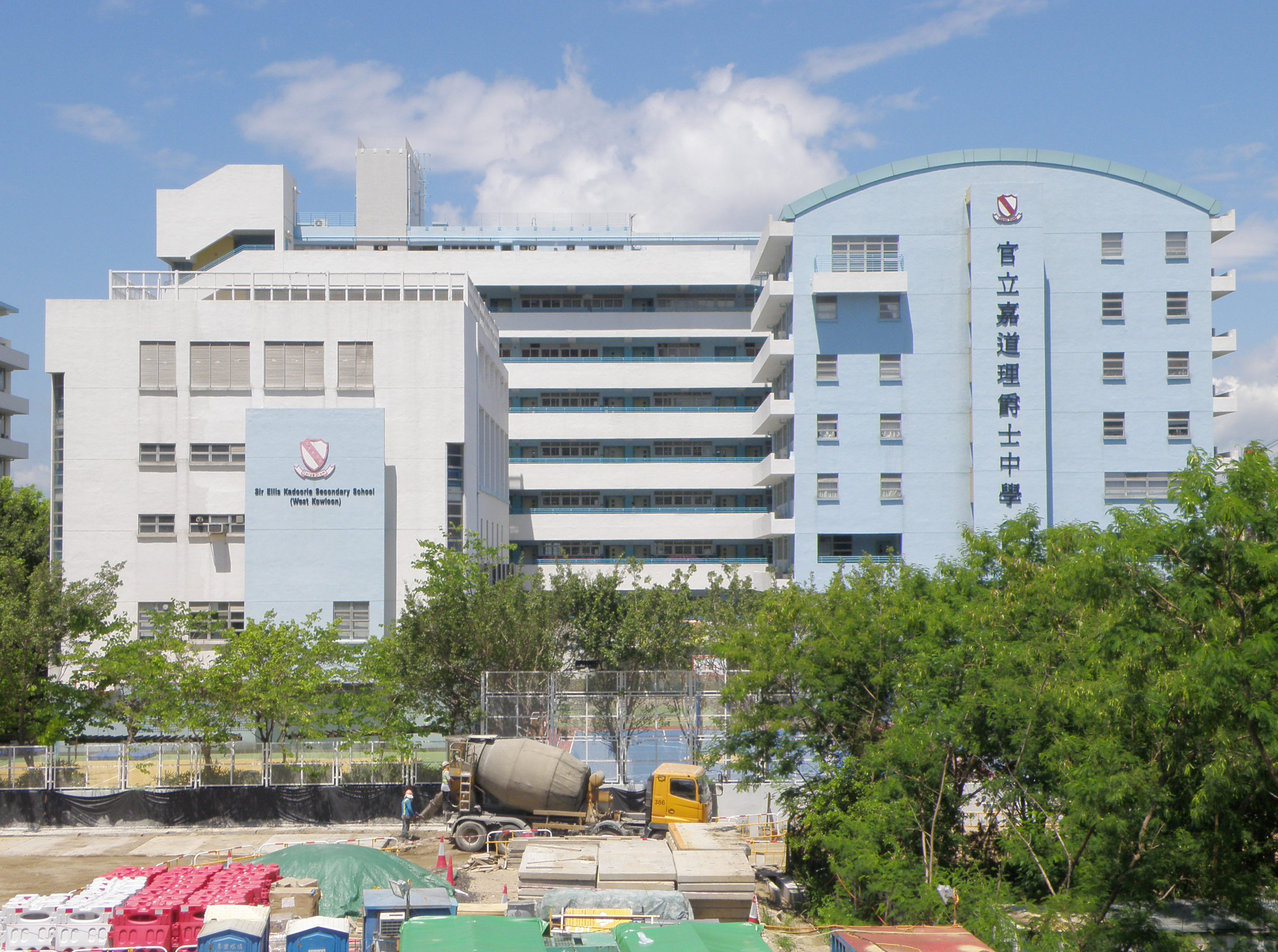
官立嘉道理爵士中學（西九龍）校舍

## 區議會議席分佈
為方便比較，下表以欽州街西、深旺道、聚魚道、通州街、界限街、荔枝角道、塘尾道為界。
| 年度/範圍                        | 2000-2003                                 | 2004-2007                                 | 2008-2011                                          | 2012-2015                                          | 2016-2019                                          | 2020-2023                                          |
| -------------------------------- | ----------------------------------------- | ----------------------------------------- | -------------------------------------------------- | -------------------------------------------------- | -------------------------------------------------- | -------------------------------------------------- |
| 界限街、荔枝角道、塘尾道、通州街 | 詩歌舞選區及大南選區的一部分              | 詩歌舞選區及大南選區的一部分              | 大南選區                                           | 大南選區                                           | 大南選區                                           | 大南選區                                           |
| 通州街、塘尾道、櫻桃街、大角咀道 | 櫻桃選區、大角咀選區 及詩歌舞選區的一部分 | 櫻桃選區、大角咀選區 及詩歌舞選區的一部分 | 櫻桃選區、大角咀選區、詩歌舞選區及大南選區的一部分 | 櫻桃選區、大角咀選區、詩歌舞選區及大南選區的一部分 | 櫻桃選區、大角咀選區、詩歌舞選區及大南選區的一部分 | 櫻桃選區、大角咀選區、詩歌舞選區及大南選區的一部分 |
| 深旺道、聚魚道、大角咀道、櫻桃街 | 櫻桃選區、大角咀選區 及詩歌舞選區的一部分 | 櫻桃選區、大角咀選區 及詩歌舞選區的一部分 | 櫻桃選區、大角咀南選區及 大角咀北選區的一部分      | 櫻桃選區、大角咀南選區及大角咀北選區的一部分       | 櫻桃選區、大角咀南選區及大角咀北選區的一部分       | 櫻桃選區、大角咀南選區及大角咀北選區的一部分       |
| 深旺道以西                       | 櫻桃選區、大角咀選區 及詩歌舞選區的一部分 | 櫻桃選區、大角咀選區 及詩歌舞選區的一部分 | 櫻桃選區、大角咀南選區及 大角咀北選區的一部分      | 奧運選區                                           | 奧運選區                                           | 奧運選區                                           |

註：以上主要範圍尚有其他細微調整（包括編號），請參閱有關區議會選舉選區分界地圖及條目。

## 歷史建築
- 大角咀碼頭（已拆卸）
- 大角咀洪聖廟（每年農曆二月十三日定為洪聖誕，區內更舉行大角咀廟會活動）
- 福全街46至48號

## 外部連結
- 大角咀廟會 （页面存档备份，存于）